# Спенсер (округ, Кентукки)
Спе́нсер (англ. Spencer County) — округ в штате Кентукки, США. Официально образован в 1824 году. По состоянию на 2010 год], численность населения составляла 17 061 человек.

## География
По данным Бюро переписи США, общая площадь округа равняется 496,762 км2, из которых 481,481 км2 суша и 15,255 км2, или 3,070 % — это водоёмы.

## Население
По данным переписи населения 2000 года в округе проживает 11 766 жителей в составе 4 251 домашних хозяйств и 3 358 семей. Плотность населения составляет 24,00 человека на км2. На территории округа насчитывается 4 555 жилых строений, при плотности застройки около 9,30-ти строений на км2. Расовый состав населения: белые — 97,50 %, афроамериканцы — 1,13 %, коренные американцы (индейцы) — 0,22 %, азиаты — 0,08 %, гавайцы — 0,00 %, представители других рас — 0,27 %, представители двух или более рас — 0,79 %. Испаноязычные составляли 1,12 % населения независимо от расы.
В составе 38,40 % из общего числа домашних хозяйств проживают дети в возрасте до 18 лет, 67,90 % домашних хозяйств представляют собой супружеские пары, проживающие вместе, 7,60 % домашних хозяйств представляют собой одиноких женщин без супруга, 21,00 % домашних хозяйств не имеют отношения к семьям, 17,10 % домашних хозяйств состоят из одного человека, 6,00 % домашних хозяйств состоят из престарелых (65 лет и старше), проживающих в одиночестве. Средний размер домашнего хозяйства составляет 2,74 человека, и средний размер семьи 3,08 человека.
Возрастной состав округа: 27,00 % моложе 18 лет, 7,70 % от 18 до 24, 33,50 % от 25 до 44, 22,70 % от 45 до 64 и 22,70 % от 65 и старше. Средний возраст жителя округа 35 лет. На каждые 100 женщин приходится 101,80 мужчин. На каждые 100 женщин старше 18 лет приходится 99,50 мужчин.
Средний доход на домохозяйство в округе составлял 47 042 USD, на семью — 52 038 USD. Среднестатистический заработок мужчины был 36 638 USD против 24 196 USD для женщины. Доход на душу населения составлял 19 848 USD. Около 7,70 % семей и 8,80 % общего населения находились ниже черты бедности, в том числе — 8,90 % молодёжи (тех, кому ещё не исполнилось 18 лет) и 10,50 % тех, кому было уже больше 65 лет.